# Masalia terracottoides
Masalia terracottoides är en fjärilsart som beskrevs av Rothschild 1921. Masalia terracottoides ingår i släktet Masalia och familjen nattflyn. Inga underarter finns listade i Catalogue of Life.